# Peter Lawson (compositeur)
Pour les articles homonymes, voir Lawson et Peter Lawson.
Ne pas confondre avec le coureur cycliste australien Peter Dawson (né en 1982).
Œuvres principales
- Cycle des orchidées (dont une sonate pour piano, un quatuor à cordes, un concerto pour piano et la symphonie no 1)
- Symphonie no 2 Warnings
Peter Lawson, né le 9 mars 1951 à Cheltenham (Gloucestershire), est un compositeur, pianiste, arrangeur et pédagogue anglais.

## Biographie
Peter Lawson étudie la composition et le piano à la Cheltenham Grammar School (en) (ayant antérieurement compté Gustav Holst parmi ses élèves), puis à la Guildhall School of Music and Drama de Londres, où il devient ensuite enseignant.
Botaniste amateur, il s'intéresse plus spécialement aux cinquante espèces d'orchidées sauvages observables à ce jour en Grande-Bretagne et en Irlande (auxquelles s'ajoute une espèce disparue) et a entrepris entre 1981 et 2023 de les décrire musicalement au travers de compositions souvent intitulées Song of the... (« Chant de... »), suivi du nom anglais de l'espèce, pour diverses formations vocales ou instrumentales.
Dans ce « cycle des orchidées », on peut citer le concerto pour piano Song of the Bee Orchid (1995/2015), le quatuor à cordes The Grand Design Quartet: Song of the Common Spotted Orchid (2004), Song of the Autumn Ladies Tresses Orchid pour piano (2015), la première symphonie Symphony of the Early Marsh Orchid (2017), ou encore la sonate pour piano A Portrait of the Monkey Orchid (2018, orchestrée en poème symphonique).
Parmi ses compositions hors cycle, mentionnons l'opéra pour enfants Nessie (1990), l'ouverture pour orchestre Overture: This Sceptred Island (2023), écrite pour le couronnement de Charles III, ou encore la symphonie n° 2 Warnings (2024), réutilisant deux pièces du cycle des orchidées. 
Peter Lawson est également arrangeur ou orchestrateur d'œuvres du répertoire traditionnel (dont des chants de Noël) ou d'autres compositeurs, notamment Gustav Holst et la suite Children's Corner de Claude Debussy (originairement pour piano).

## Compositions

### Cycle des orchidées (intégrale)
La numérotation ci-dessous adoptée est celle mentionnée au dos des partitions, dans l'ordre de leur publication (l'année indiquée est celle de composition, parfois de révision, ne suivant pas cet ordre) chez l'éditeur Goodmusic Publishing (voir lien externe en fin de page).
1. 1981 : Song of the Red Helleborine pour alto et piano
2. 1982 (avril) : Song of the Military Orchid pour cinq flûtes
3. 1983 (février-décembre) : Song of the Slender-Lipped Helleborine pour violon et guitare
4. 1982 : Song of the Musk Orchid pour hautbois et piano
5. 1982 (décembre) : Song of the Birds-Nest Orchid pour piano
6. 1983 : Song of the Frog Orchid pour trombone et piano
7. 1983 (janvier-février) : Song of the Twayblade Orchid pour hautbois, hautbois d'amour et cor anglais
8. 1986 : a) Song of the Fragrant Orchid pour soprano, clarinette et piano ; b) Song of the Marsh Fragrant Orchid pour soprano, violon et piano (autre version de 8a) (décembre 1985-janvier 1986)
9. 1986 : Song of the Fen Orchid pour piano (révisé en 2013)
10. 1986 : Song of the Late Spider Orchid pour deux pianos
11. 1986 : Song of the Green-Winged Orchid pour flûte et piano
12. 1987 : Song of the Irish Lady's Tresses Orchid pour flûte, hautbois, alto et piano
13. 1987 : Song of the Violet Helleborine pour piano
14. 1987 : Song of the Broad Helleborine pour orgue + a) Song of the Young's Helleborine (en) pour violon et piano (arrangement de 2015 du no 3 Song of the Slender-Lipped Helleborine et dudit Song of the Broad Helleborine)
15. 1988 (février-mars) : Song of the Coralroot Orchid pour mezzo-soprano (ou ténor) et piano (révisé en septembre 2012)
16. 1990 (janvier) : Song of the Pyramid Orchid pour harpe (révisé en octobre 2015)
17. 1990 : Song of the Dark Red Helleborine pour piano
18. 1990 : Song of the Creeping Lady's Tresses pour violon et piano (révisé en 2015)
19. 1992 : Song of the Bog Orchid pour flûte (doublée de flûte basse), hautbois (doublé de cor anglais), clarinette (doublée de clarinette basse) et trompette (révisé en 2013)
20. 1995 : Concerto pour piano et orchestre Song of the Bee Orchid (1er mouvement sous-titré Ophrys apifera & var. chlorantha, 2e mouvement sous-titré semi-peloric form & var. trollii (Wasp Orchid) et 3e mouvement sous-titré subsp. jurana, subsp. bicolor & O. apifera) (révisé en 2015)
21. 1998 (janvier) : Song of the Southern Marsh Orchid pour violon, violoncelle et piano
22. 2004 : Song of the Lesser Twayblade pour flûte à bec, harpe et orchestre à cordes (ou flûte à bec et piano)
23. 1998 : Song of the Early Spider Orchid pour piano à quatre mains (révisé en 2015)
24. 1990 : Song of the Burnt-Tip Orchid pour hautbois et piano (orchestré en 2015 comme Concertino pour hautbois et orchestre, sous le même titre)
25. 2004 : Quatuor à cordes The Grand Design Quartet: Song of the Common Spotted Orchid (1er mouvement sous-titré Dactylorhiza fuchsii, 2e mouvement sous-titré subsp. hebridensis, 3e mouvement sous-titré subsp. okellyi — arrangé pour orchestre à cordes en 2014 sous le titre Burlesque in the Burren — et 4e mouvement sous-titré var. rhodochila)
26. 2004 : Song of the Northern Marsh Orchid (en) pour clarinette et piano (orchestré en 2022 comme Concertino pour clarinette, sous le même titre)
27. 2005 : Song of the Dune Helleborine pour flûte à bec et piano
28. 2007 : Song of the Dense-Flowered Orchid pour flûte, clarinette basse et piano
29. 2012 (septembre) : Song of the Lizard Orchid pour deux pianos à huit mains
30. 2013 (avril-septembre) : Song of the Small White Orchid pour diverses flûtes à bec (jouées par un seul musicien) et quatuor à cordes (+ version de juillet 2017 pour flûtes à bec et piano)
31. 2015 (octobre) : Concertino pour orgue et orchestre Song of the Early Purple Orchid
32. 2015 (novembre) : Song of the Autumn Ladies Tresses Orchid pour piano
33. 2017 : Symphonie n° 1 Symphony of the Early Marsh Orchid pour orchestre (1er mouvement sous-titré Dactylhoriza incarnata, subsp. incarnata, var. alba & subsp. pulchella, 2e mouvement sous-titré subsp. cruenta, 3e mouvement sous-titré subsp. ochroleuca et 4e mouvement sous-titré coccinea)
34. 2016 (novembre) : Song of the Small Tongue Orchid pour basson et piano
35. 2017 : Song of the Marsh Helleborine pour cor et piano
36. 2017 : Song of the Heath Spotted Orchid pour trompette et piano
37. 2017 : Song of the Broad-Leaved Marsh Orchid pour tuba et piano
38. 2017 (janvier-février) : Song of the White Helleborine pour violoncelle et piano
39. 2017 (février-mars) : Song of the Fly Orchid pour contrebasse et piano
40. 2017 (mars) : Song of the Green-Flowered Helleborine pour diverses percussions (jouées par un seul musicien)
41. 2017 (avril) : Sonatina of the Sword-Leaved Helleborine pour saxophone alto et piano
42. 2017 (avril-juin) : Quatuor de saxophones Saxophone Quartet of the Lady and Man Orchids
43. 2017 (septembre) : Song of the Lesser Butterfly Orchid pour flûte à bec sopranino (ou picccolo) et piano (orchestré comme concertino pour flûte à bec sopranino ou piccolo titré Concertino of the Lesser Butterfly Orchid)
44. 2017 (août-octobre) : Sinfonietta of the Lapp Orchid pour orchestre
45. 2017 (novembre-décembre) : Song of the Ghost Orchid pour chœurs et piano (ou orgue)
46. 2018 (mars) : Song of the Lady's Slipper Orchid pour piano (+ version pour orchestre avec narrateur optionnel titrée The Lady's Slipper Orchid)
47. 2018 (avril-mai) : Sonate pour flûte et piano A Portrait of the Greater Butterfly Orchid (orchestrée comme Concerto pour flûte sous le même titre)
48. 2018 (juin-juillet) : Sonate pour piano A Portrait of the Monkey Orchid (orchestrée comme poème symphonique titré The Monkey Orchid), avec narrateur optionnel)
49. 2022 (mai-juin) : Song of the Summer Lady's Tresses Orchid, nonette pour quintette à vent, violon, alto, violoncelle et contrebasse (une « orchidée mystérieuse » – dixit le compositeur – considérée comme éteinte en Grande-Bretagne)
50. 2022 (juillet) : Song of the Greater Tongue Orchid pour quintette avec piano
51. 2023 (janvier) : The Giant Orchid pour orchestre à cordes

### Autres compositions (sélection)
- 1981 : A Bed of Hay – Seven Carols for Christmas, pour chœurs et orchestre (ou piano) (révision 2019)
- 1990 : Nessie, opéra pour enfants (livret du compositeur) en deux actes, pour solistes, chœurs et orchestre (ou piano)
- 2012 : Jubilee Clips, a Celebration of British Music, pour orchestre (pour le jubilé de diamant d'Élisabeth II)
- 2016 : Variations on Happy Birthday to You, pour orchestre
- 2019 : Fantasia on Twelve Days of Christmas, pour chœurs et orchestre
- 2021 : Wedding Rhapsody – Hodsock Priory, rhapsodie pour piano
- 2023 : Overture: This Sceptred Isle, ouverture pour orchestre (pour le couronnement de Charles III)
- 2024 : Symphonie n° 2 Warnings (réutilisant les pièces 10 et 25 du cycle des orchidées)

## Discographie
- 2002. English Recorder Concertos, concertos anglais pour flûte à bec et orchestre (dont la pièce n° 22 du cycle, Song of the Lesser Twayblade). John Turner flûte à bec, Royal Ballet Sinfonia, direction Gavin Sutherland. CD Sanctuary Classics-ASV ref. CDWHL2143.
- 2014. The Proud Recorder, musique anglaise pour flûte à bec et quatuor à cordes (dont la pièce n° 30 du cycle, Song of the Small White Orchid). John Turner flûte à bec, The Manchester Chamber Ensemble. CD Prima Facie ref. PFCD037.
- 2021. Air and Graces, musique anglaise pour flûte à bec et piano (dont la pièce n° 43 du cycle, Song of the Lesser Butterfly Orchid). Miguel Lawrence flûte à bec, Peter Lawrence ou Jeremy Lawrence piano. CD Tremula Records ref. TREM106.

## Galerie photos
(sélection du cycle ci-dessus)

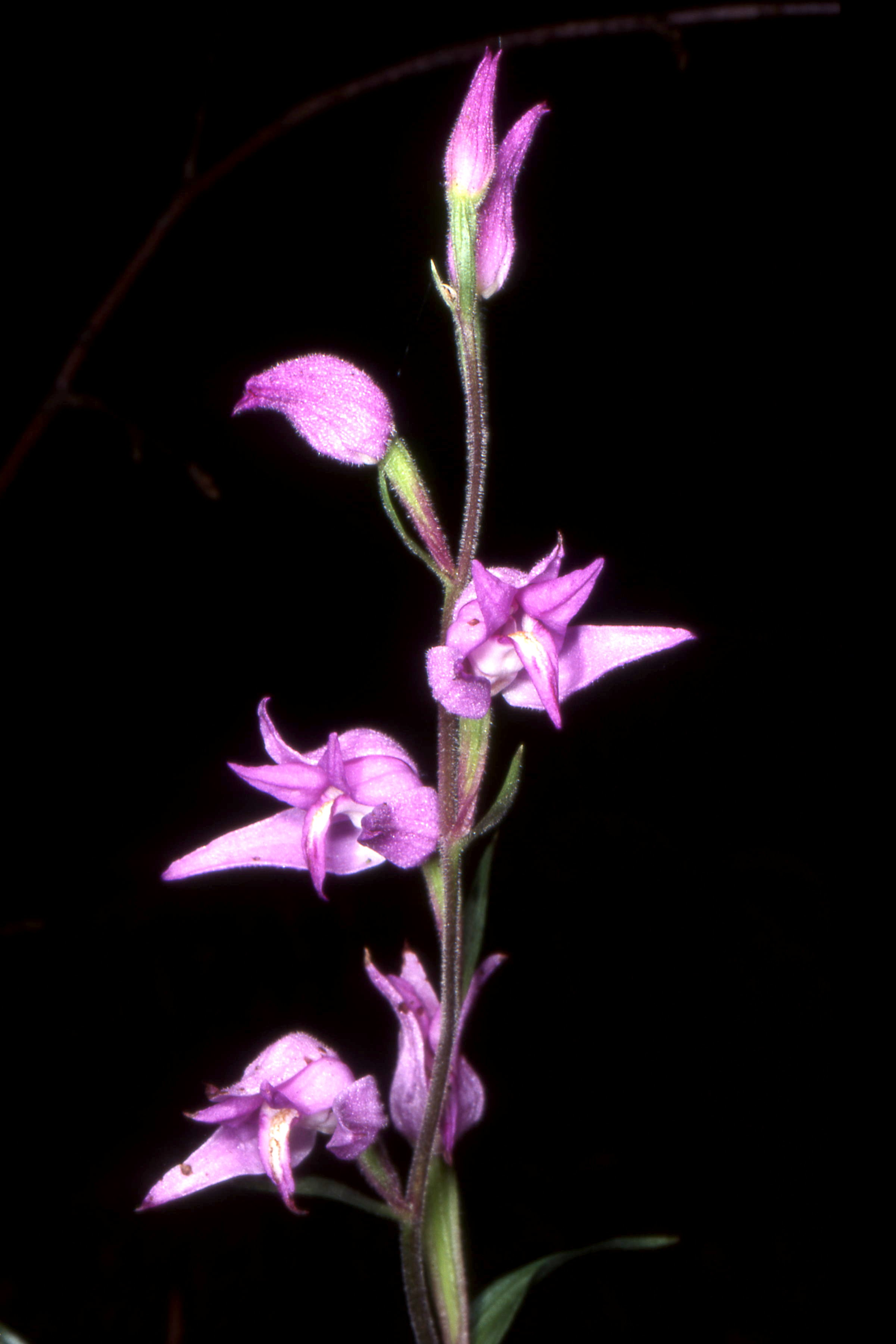
Song of the Red Helleborine (no 1, 1981)
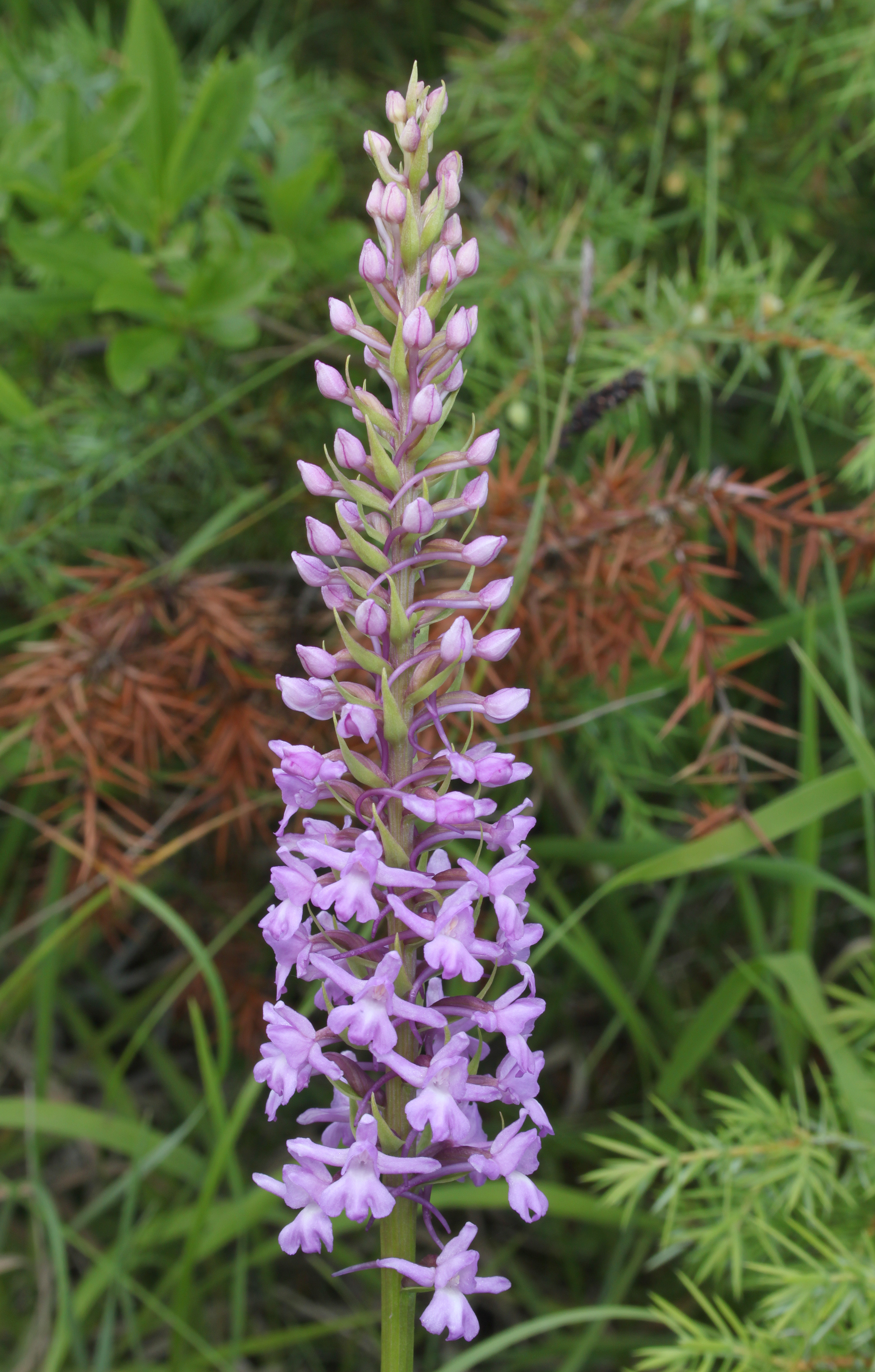
Song of the Fragrant Orchid (no 8a, 1986)
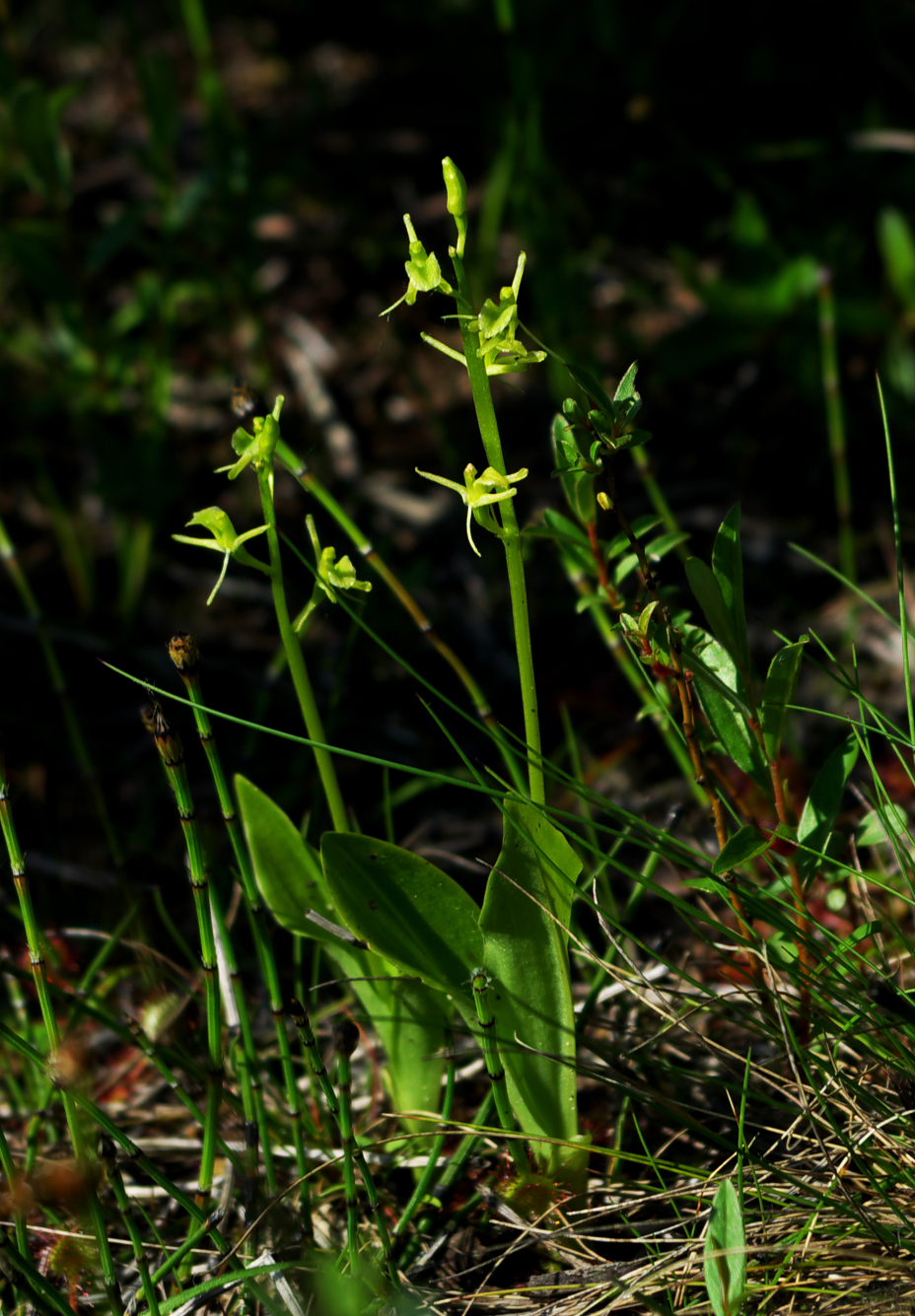
Song of the Fen Orchid (no 9, 1986)
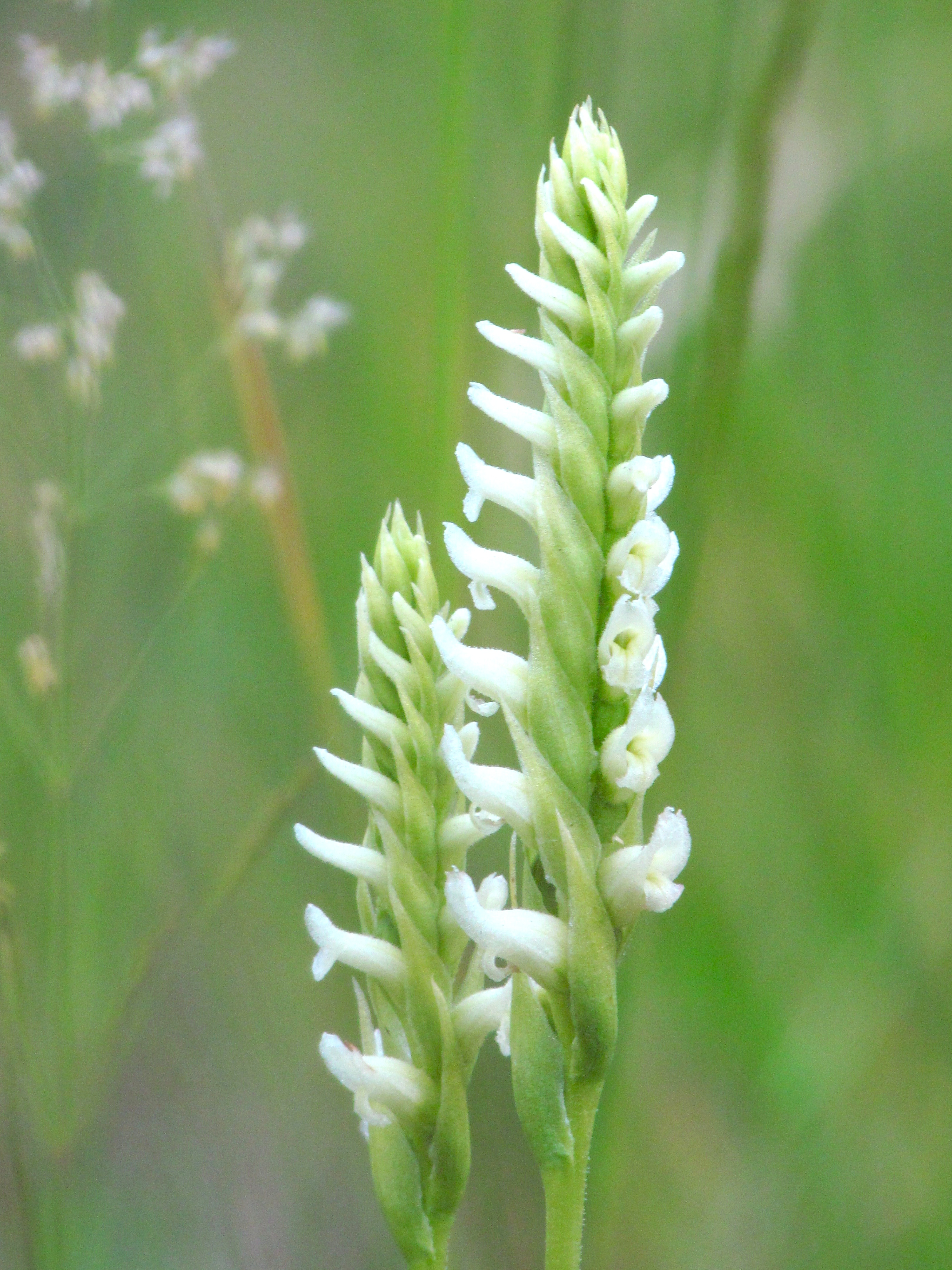
Song of the Irish Lady's Tresses Orchid (no 12, 1987)
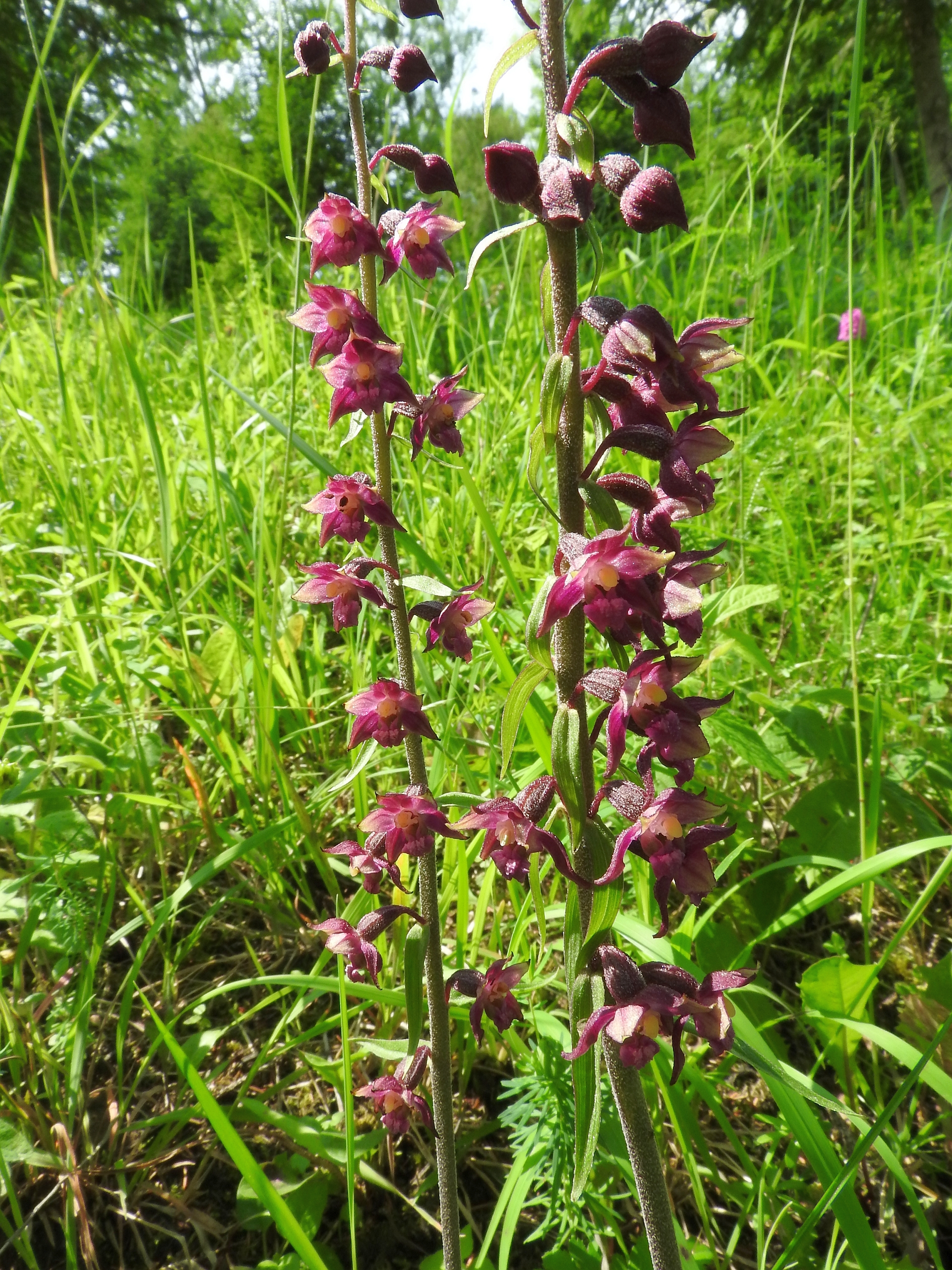
Song of the Dark Red Helleborine (no 17, 1990)
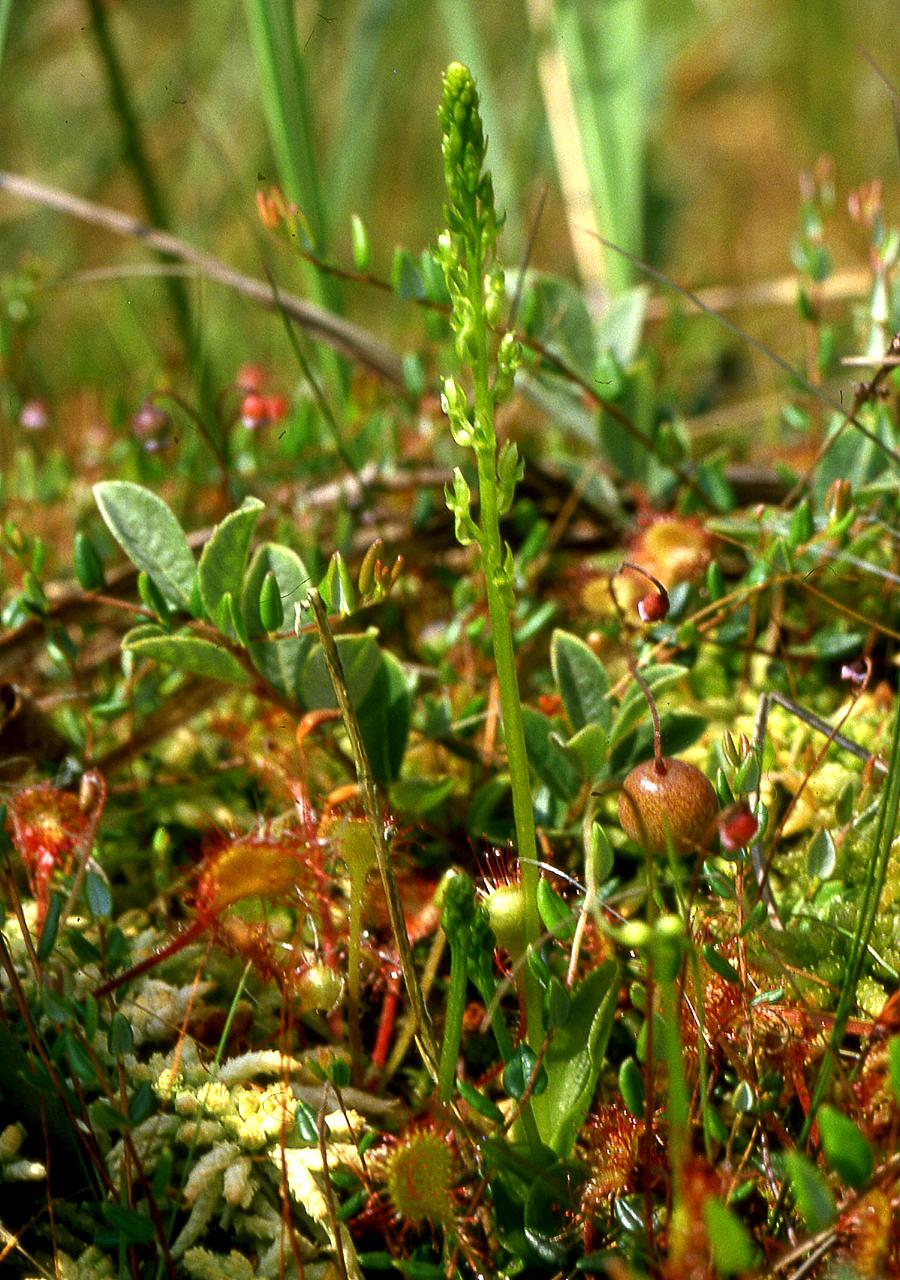
Song of the Bog Orchid (no 19, 1992)
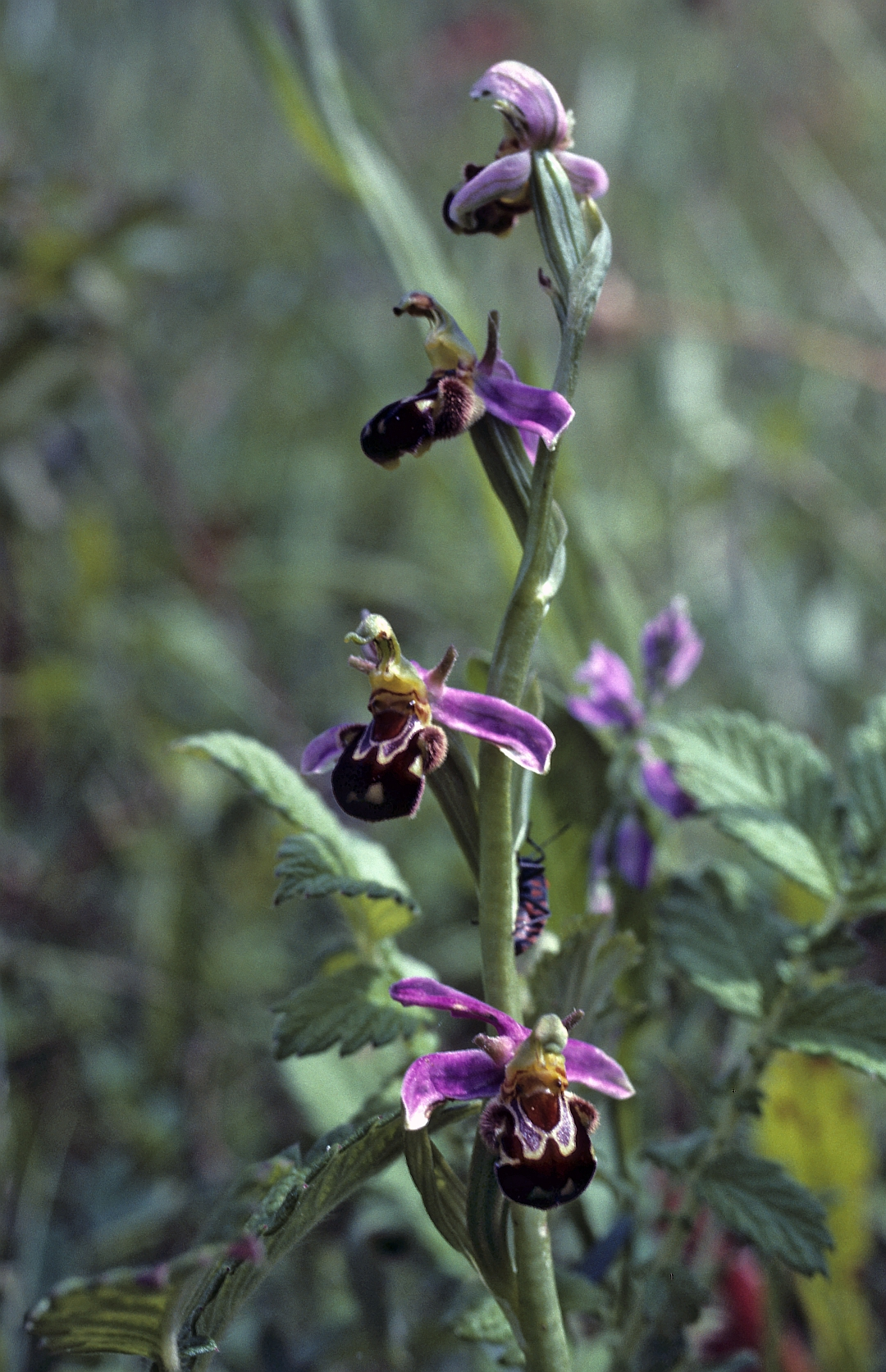
Song of the Bee Orchid (no 20, 1995/2015)
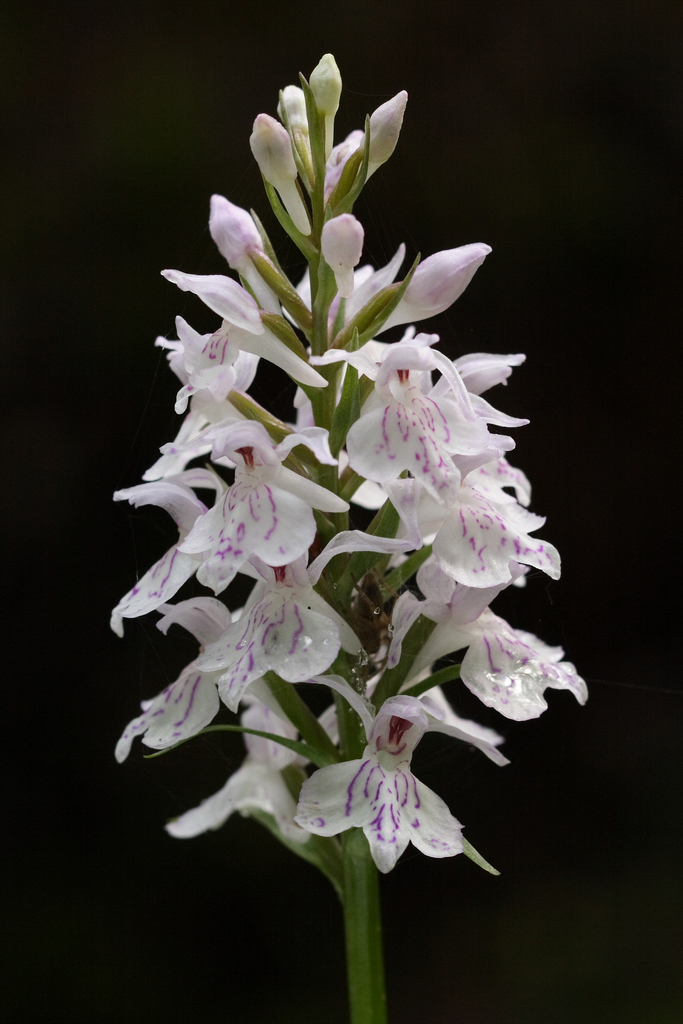
The Grand Design Quartet: Song of the Common Spotted Orchid (no 25, 2004)
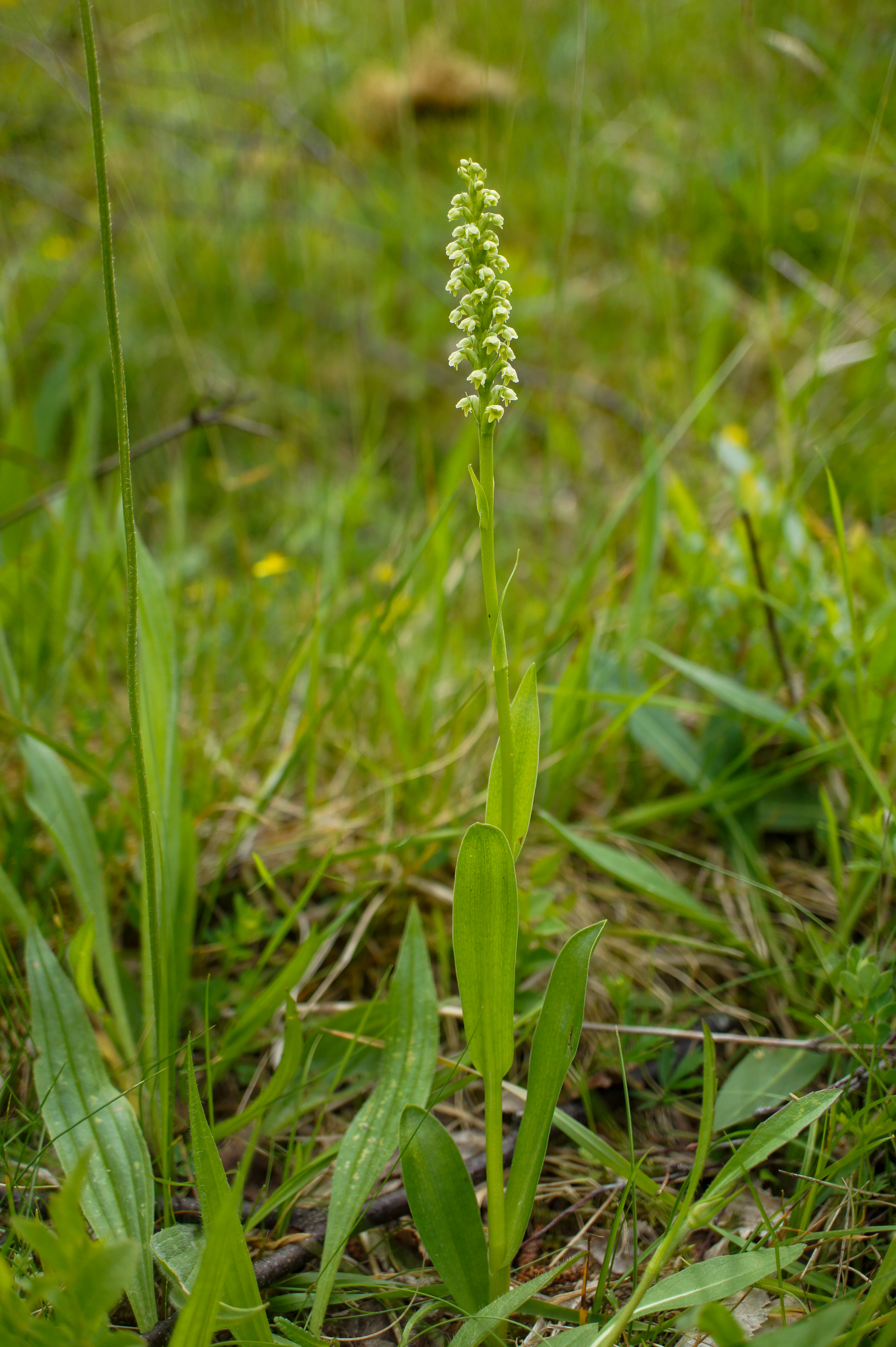
Song of the Small White Orchid (no 30, 2013)
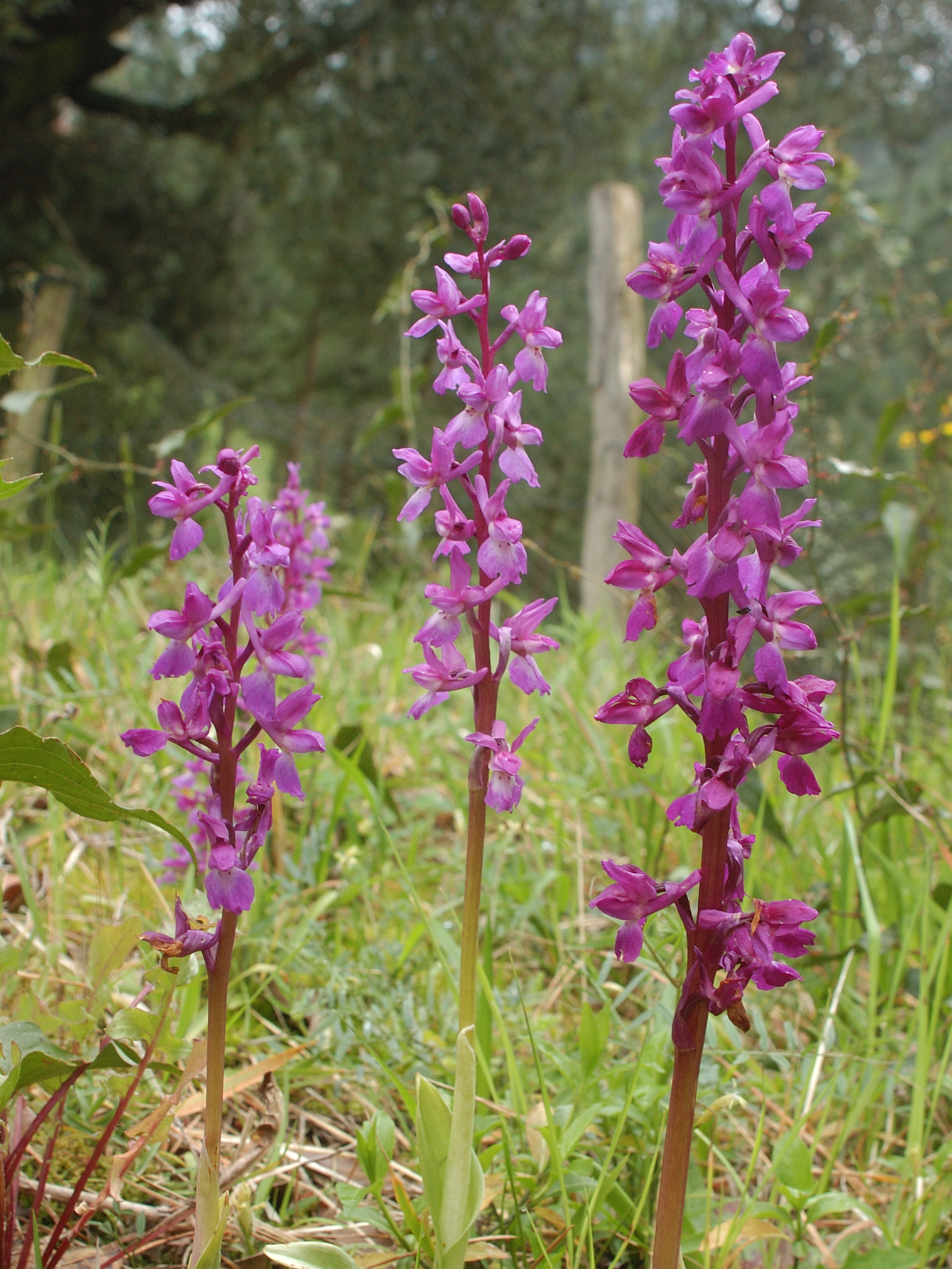
Song of the Early Purple Orchid (no 31, 2015)
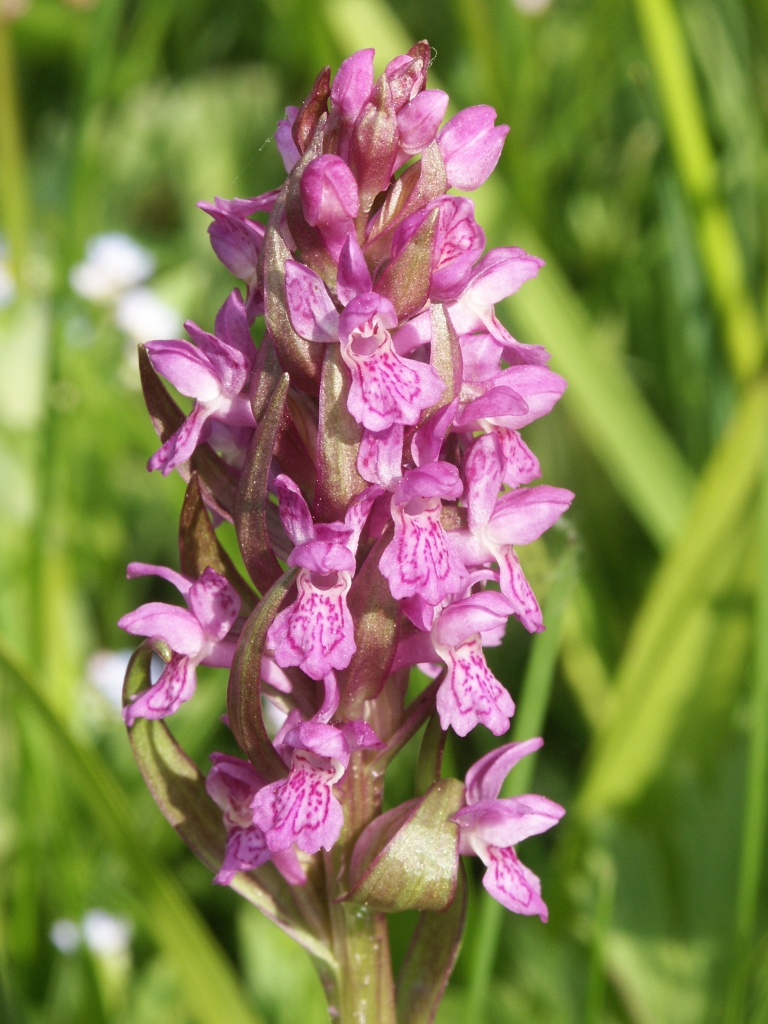
Symphony of the Early Marsh Orchid (no 33, 2017)
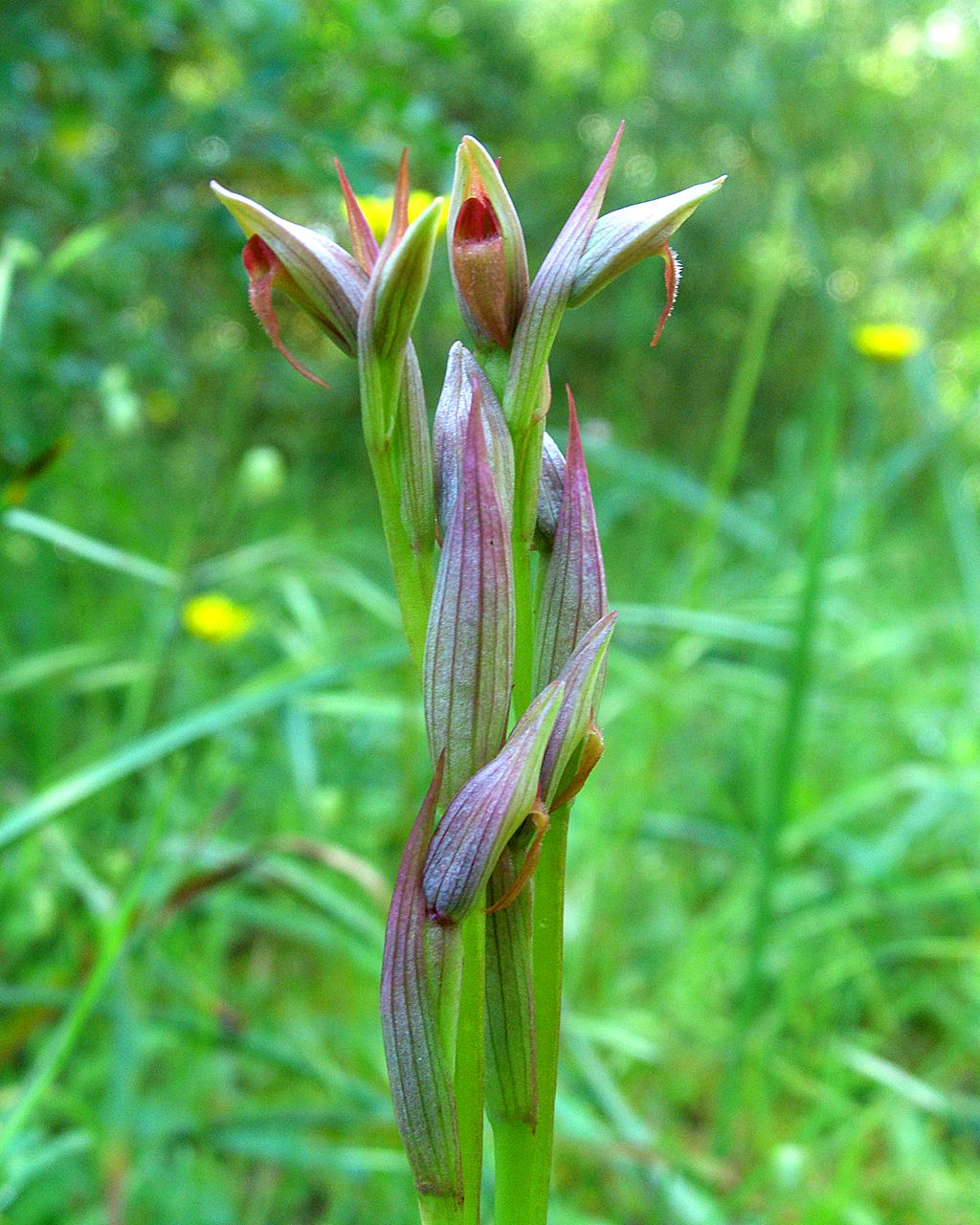
Song of the Small Tongue Orchid (no 34, 2016)
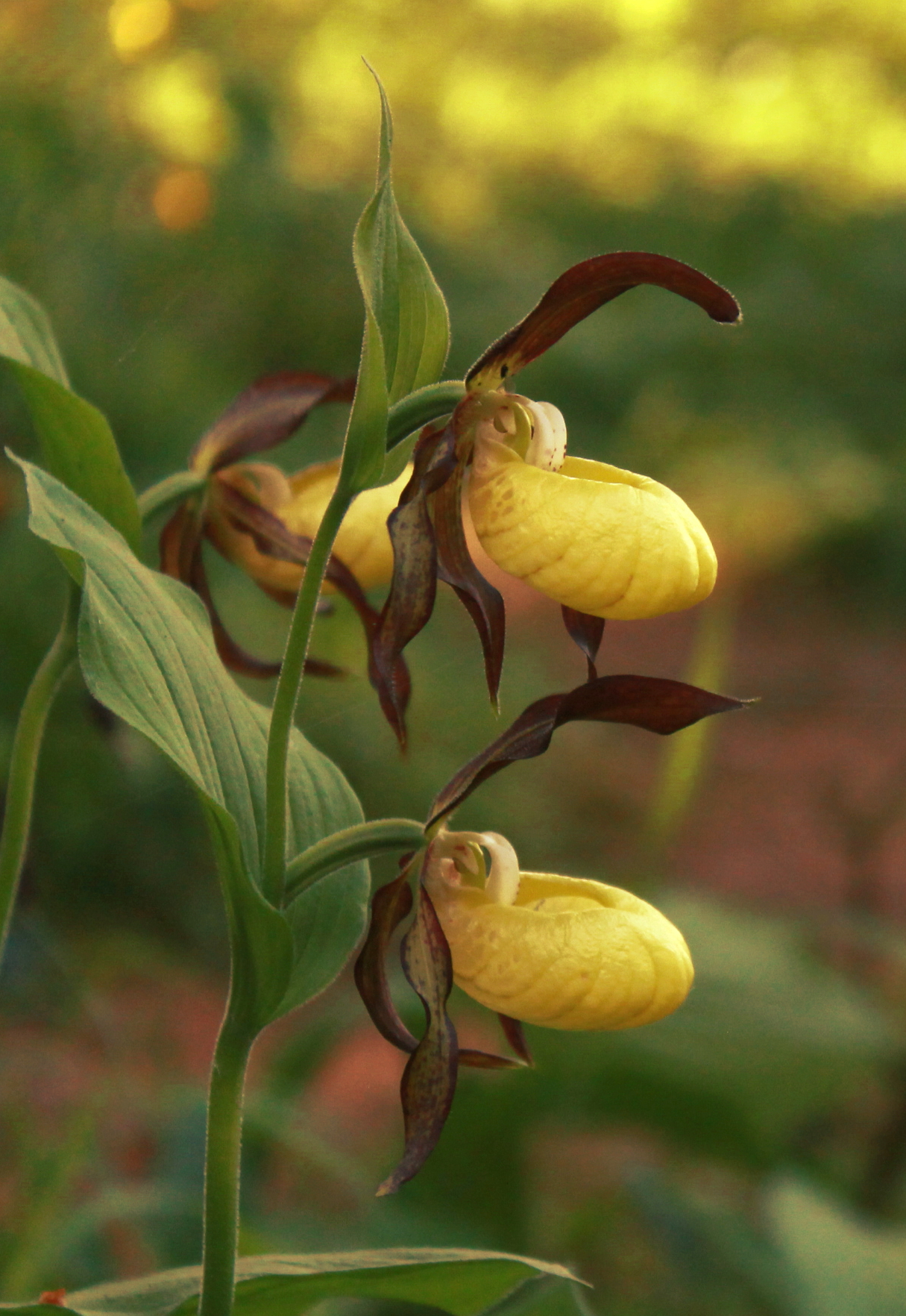
Song of the Lady's Slipper Orchid (no 46, 2018)
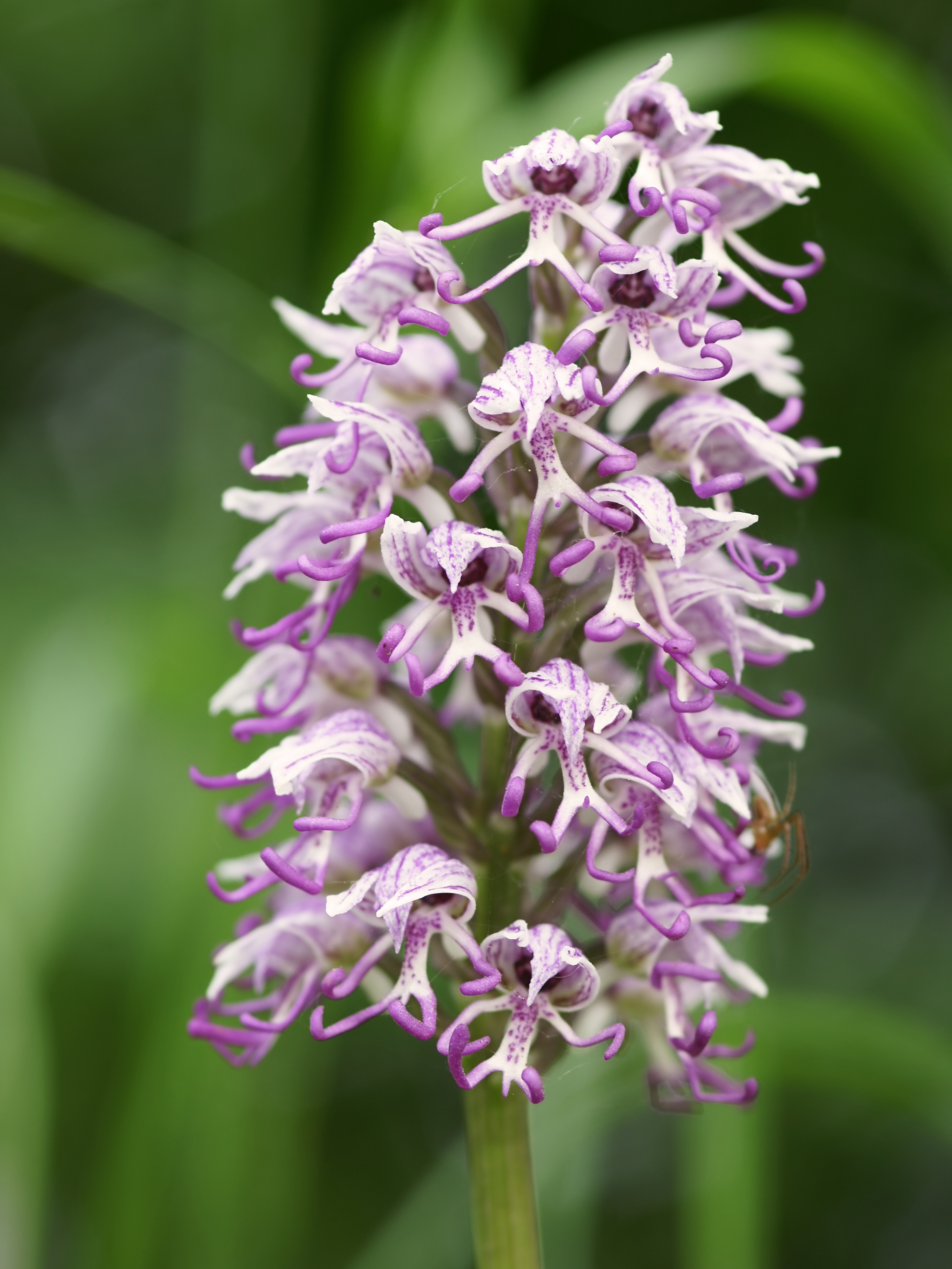
A Portrait of the Monkey Orchid (no 48, 2018)
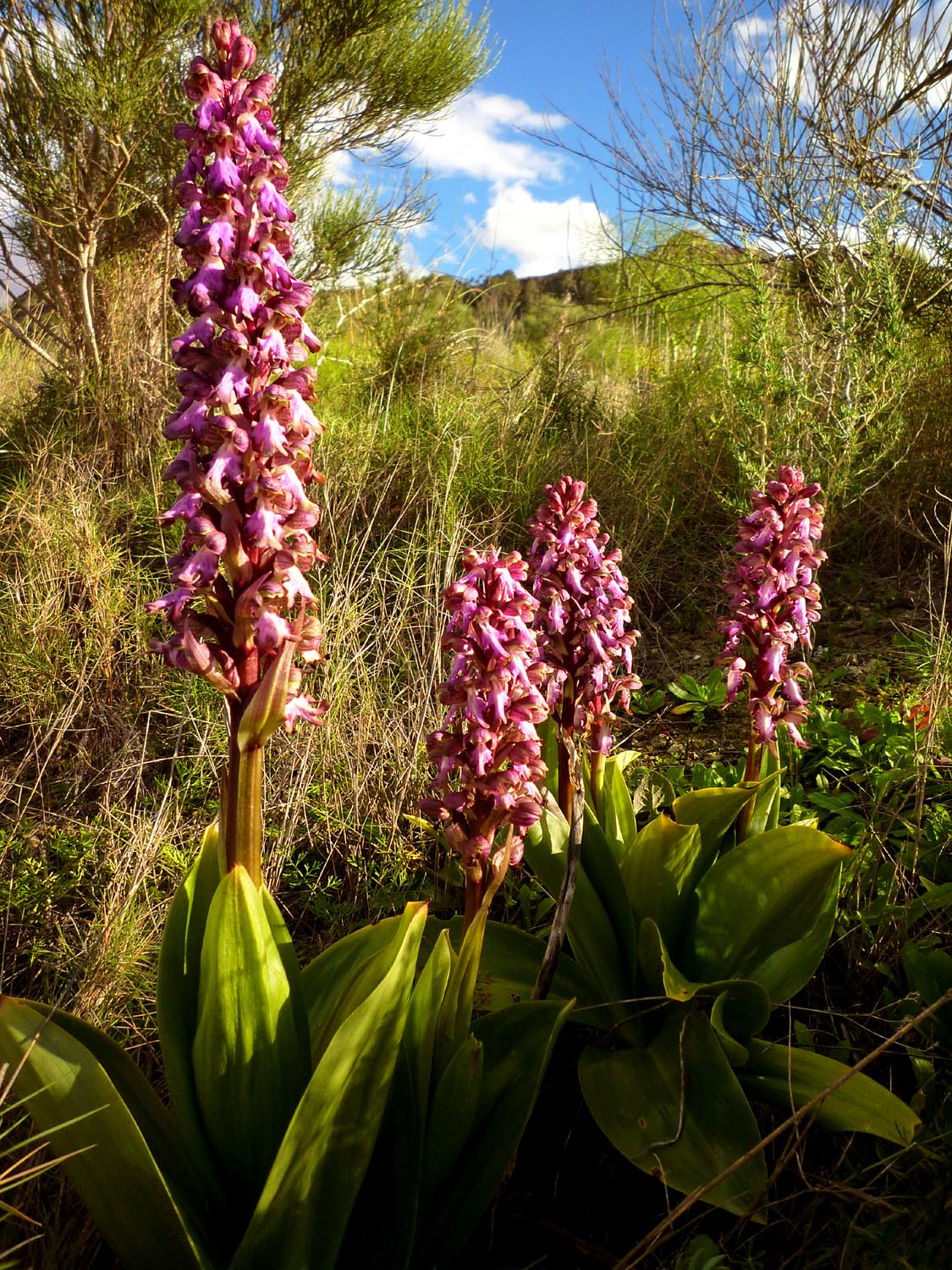
The Giant Orchid (no 51 et dernière, 2023)